# Boston Society of Film Critics Award per il miglior regista esordiente
Il Boston Society of Film Critics Award per il miglior regista esordiente (BSFC Award for Best New Filmmaker) è un premio assegnato annualmente dal 1996 dai membri del Boston Society of Film Critics al miglior regista esordiente di un film distribuito negli Stati Uniti nel corso dell'anno.

## Albo d'oro

### Anni 1990
- 1996: Campbell Scott e Stanley Tucci - Big Night
- 1997: Paul Thomas Anderson - Sydney (Hard Eight) e Boogie Nights - L'altra Hollywood (Boogie Nights)
- 1998: Carine Adler - Under the Skin - A fior di pelle (Under the Skin)
- 1999: Kimberly Peirce - Boys Don't Cry

### Anni 2000
- 2000: Kenneth Lonergan - Conta su di me (You Can Count on Me)
- 2001: Michael Cuesta - L.I.E.
- 2002: Peter Care - The Dangerous Lives of Altar Boys
- 2003: Andrew Jarecki - Una storia americana - Capturing the Friedmans (Capturing the Friedmans)
- 2004: Jonathan Caouette - Tarnation
- 2005: Joe Wright - Orgoglio e pregiudizio (Pride & Prejudice)
- 2006: Ryan Fleck - Half Nelson
- 2007: Ben Affleck - Gone Baby Gone
- 2008: Martin McDonagh - In Bruges - La coscienza dell'assassino (In Bruges)
- 2009: Neill Blomkamp - District 9

### Anni 2010
- 2010: Jeff Malmberg - Marwencol
- 2011: Sean Durkin - La fuga di Martha (Martha Marcy May Marlene)
- 2012: David France - How to Survive a Plague
- 2013: Ryan Coogler - Prossima fermata Fruitvale Station (Fruitvale Station)
- 2014: Dan Gilroy - Lo sciacallo - Nightcrawler (Nightcrawler)
- 2015: Marielle Heller - Diario di una teenager (The Diary of a Teenage Girl)
- 2016: Robert Eggers - The Witch
- 2017: Jordan Peele - Scappa - Get Out (Get Out)
- 2018: Bo Burnham - Eighth Grade - Terza media (Eighth Grade)
- 2019: Joe Talbot - The Last Black Man in San Francisco

### Anni 2020
- 2020: Florian Zeller - The Father
- 2021: Maggie Gyllenhaal - La figlia oscura (The Lost Daughter)[2][3]
- 2022: Charlotte Wells – Aftersun[4][5][6]
- 2023: Celine Song – Past Lives[7][8]
- 2024: Annie Baker – Janet Planet